# صندوق أبحاث سرطان العظام

## صندوق أبحاث سرطان العظام
صندوق أبحاث سرطان العظام هو مؤسسة خيرية في أيرلندا والمملكة المتحدة ، مكرسة لتمويل البحث في سرطانات العظام الأولية ، ولا سيما ساركومة العظام وساركومة إيوينغ.
تتمثل رؤية المؤسسة الخيرية في «عالم لم تعد فيه الحياة مقيدة بسرطان العظام الأساسي.» تطمح المؤسسة الخيرية إلى أن تكون الصوت الموثوق بشأن سرطان العظام الأساسي في المملكة المتحدة وأيرلندا.
تهدف المؤسسة الخيرية إلى تحسين الفرص للأشخاص المصابين بسرطان العظام الأساسي من خلال البحث والوعي والمعلومات والدعم.

### التاريخ
كان صندوق أبحاث سرطان العظام في البداية عبارة عن مجموعة من الآباء بدأت في سبتمبر 2004. خمس عائلات فقدت أطفالًا مراهقين بسبب ساركومة العظام والذين أرادوا جميعًا رؤية المزيد من الأبحاث التي أجريت في هذا السرطان النادر على أمل تحسين نتائج المرضى في المستقبل سويا.
زادت مجموعة الآباء مع إضافة عائلات ، بما في ذلك عائلة من أيرلندا ، التي حارب أطفالها ضد سرطان العظام الأساسي الآخر ، ساركومة إيوينغ.
ساعد توسيع المجموعة على توحيد المهارات والقوى بالإضافة إلى الأموال التي تم جمعها بالفعل.
جمعت العائلات أموالاً بقيمة إجمالية تبلغ 176،000 جنيه إسترليني ، لبدء المؤسسة الخيرية وتمويل القطع الأولى من البحث.
أصبح صندوق أبحاث سرطان العظام مؤسسة خيرية مسجلة في مارس 2006 وبحلول سبتمبر 2006 ، تم قبول أول طلبين ناجحين للحصول على منح بحثية.

### النمو
في غضون عامين فقط ، نما اجتماع مجموعة صغيرة من الآباء الثكلى ليصبح مؤسسة خيرية دولية ذات مصداقية يبلغ حجم مبيعاتها حوالي 500،000 جنيه إسترليني سنويًا ، وهو ما يدفع البحث في أسباب وعلاج سرطان العظام الأولي ، وعلى وجه الخصوص ساركومة العظام وساركومة إيوينج.

### تمويل البحوث
عادة ما تقوم المؤسسة الخيرية بإجراء مكالمتين بحثيتين سنويًا ؛ حتى الآن ، قامت المؤسسة الخيرية بتمويل 24 مشروعًا بإجمالي 800.000 جنيه إسترليني مما أدى إلى نشر العديد من المطبوعات .

### أنشطة اليوم الحالي والاتجاه المستقبلي
كانت لدى العائلات التي شكلت المؤسسة الخيرية مخاوف كبيرة فيما يتعلق بنقص المعلومات الموثوقة المتاحة ، وكان هذا أكثر وضوحًا في أيرلندا ولكن لم يكن هناك سوى القليل من موارد المعلومات التفصيلية المتاحة في المملكة المتحدة أو الإنترنت ككل.
إلى جانب تمويل البحوث ، أصبح توفير المعلومات الآن أحد الأنشطة الخيرية. يوفر صندوق أبحاث سرطان العظام معلومات (عبر الإنترنت وطباعتها) عن سرطانات العظام الأولية للمرضى وأسرهم والجمهور العام ووسائل الإعلام ومتخصصي الرعاية الصحية.
يوجد حاليًا معلومات تفصيلية عن ساركومة العظام وساركومة إيوينغ وقاموس معجم / طبي.
تنتج (BCRT) معلومات موجهة خصيصا للمراهقين .  
بالإضافة إلى ذلك ، ستتوفر في المستقبل معلومات عن سرطانات العظام الأولية الأخرى مثل السرطان الغضروفي ، والأورام الحبلية ، وسرطان الخلايا المغزلية ، والأورام الوعائية وقائمة التجارب السريرية المفتوحة والتجنيدية.
كما تقدم المؤسسة الخيرية الدعم للمرضى وأسرهم وأصدقائهم ، وعلى المدى الطويل ، قد يتم توفير خدمات استشارية متخصصة لهم.

### زيادة الوعي
لدى صندوق أبحاث سرطان العظام «أسبوع توعية» سنوي تركز فيه المؤسسة الخيرية على الحصول على أكبر قدر ممكن من التغطية الإعلامية المحلية والوطنية من أجل إعلام وتثقيف الناس حول أعراض سرطان العظام الأولية. 
تعد معلومات موقع Bone Cancer Research Trust
على الويب حول أعراض سرطانات العظام أكثر اكتمالًا من جميع مصادر المعلومات الأخرى في المملكة المتحدة وأيرلندا. هذا مهم للممارسين الطبيين عندما يتم تشخيصهم وكذلك للشباب وأولياء أمورهم عندما يحتاجون إلى إدراك أن بعض الأعراض تحتاج بالفعل إلى فحص الطبيب.